# Strumento di misura digitale
Uno strumento di misura digitale è uno strumento di misura digitale.
Ciò che caratterizza lo strumento in “digitale” è il formato del valore visualizzato o del segnale d'uscita, non la tecnologia usata per realizzare lo strumento. A titolo d'esempio si può ricordare che esistono orologi a bilanciere con quadrante analogico in cui la lancetta dei secondi nella maggior parte dei casi si muove con dei totalizzatori meccanici con movimento a scatto (da cui trattasi di strumenti digitali per l'indicazione dei secondi, sebbene non facciano uso d'elettronica).

## Tipologia
L'indicazione numerica può presentarsi in vari modi:
- nel caso di indicatori, il valore viene presentato su un visualizzatore (display) come numero dotato di un certo numero di cifre (digit) oppure può utilizzare una scala graduata con dei led che si accendono in progressione (simulando la visualizzazione analogica);
- alcuni strumenti sono dotati di una piccola stampante che presenta il valore letto in forma scritta, a volte all'interno di un semplice report di misura (esempio alcune bilance);
- nel caso di acquisitori o registratori, il valore misurato viene codificato in forma elettronica, per essere o memorizzato ed elaborato all'interno dello strumento stesso, oppure trasmesso esternamente tramite una porta di comunicazione.

## Applicazione
Alcuni esempi di strumenti di misura digitali:
- voltmetro digitale (es. multimetri elettronici);
- acquisitore di segnali.

## Lettura diretta e indiretta
Quando il valore misurato da uno strumento digitale è presentato direttamente nell'unità di misura d'interesse (quella del misurando), lo strumento è definito a lettura diretta. Esempio: quando si legge la tensione di rete usando un voltmetro digitale o più comunemente un multimetro.
Invece, quando il valore è espresso in una grandezza diversa da quella del misurando, ma proporzionale a quest'ultimo, lo strumento è definito a lettura indiretta. Esempio: quando si legge la pressione di un circuito idraulico, leggendo su un voltmetro digitale il segnale d'uscita di un trasduttore di pressione; in tal caso il valore letto (in volt) deve essere moltiplicato ad una costante di correlazione da cui si ricava il valore in unità di pressione (es. Pascal o bar).
Con l'incremento dell'utilizzo dei trasduttori, i costruttori di strumentazione hanno messo in commercio una vasta gamma di indicatori multifunzione che, pur essendo sostanzialmente dei voltmetri o dei amperometri, possono preventivamente essere programmati (settaggio) in modo che essi automaticamente trasformino il segnale elettrico da loro letto, in una misura nell'unità ingegneristica d'interesse.
Va infine detto che in commercio sono comparsi anche dei trasduttori digitali, vale a dire trasduttori che trasformano il valore letto direttamente in formato numerico, per poi renderlo disponibile (attraverso una porta di comunicazione parallela o seriale) ad un dispositivo di raccolta dati computerizzato.

## Digit e risoluzione
Il numero dei digit è di fatto il limite ultimo alla risoluzione di uno strumento indicatore digitale.
Un importante vantaggio degli strumenti digitali è che, aumentando il numero dei digit, è possibile ottenere visualizzazioni con risoluzioni elevatissime, impossibili da ottenere con strumenti analogici. Non è raro trovare nei laboratori strumenti con risoluzione di 1-2 ppm (parti per milione).
Un vantaggio accessorio, legato alla possibilità di disporre di elevate risoluzioni, è quello che questi strumenti possono avere (a parità di precisione) un campo di misura molto esteso.
Nel caso di strumenti indicatori si parla spesso di strumenti a N-digit, dove per "N-digit" si intende che il visualizzatore dispone di N cifre per visualizzare il valore misurato. Esempio:
- quando si parla di un indicatore a 4 digit, si intende uno strumento dotato di un visualizzatore con 4 cifre, e che pertanto è in grado di rappresentare dei valori da 0000 a 9999 (una risoluzione di poco più di 0,01 % del fondo scala e un campo di misura di 10000).

In altri casi si parla di indicatori a N-digit e mezzo; in questo caso si intende uno strumento dotato di un visualizzatore con N+1 cifre, dove però una è destinata a rappresentare il segno ed eventualmente il valore "1" della cifra più significativa del valore misurato. Esempio:
- quando si parla di un indicatore a 4 digit e mezzo, si intende uno strumento dotato di un visualizzatore con 5 cifre, che è in grado di rappresentare dei valori da -19999 a +19999 (una risoluzione di poco più di 0,005 % del fondo scala e un campo di misura di 39999).

Va inoltre specificato che spesso gli indicatori digitali dispongono di diverse scale all'interno del loro campo di misura, nonché di un sistema di lettura a virgola mobile. Pertanto, il succitato esempio di indicatore a 4 digit, dotato di varie scale e virgola mobile, potrebbe essere in grado di rappresentare dei valori da 0,001 a 9999, con una risoluzione fino allo 0,01 % della lettura, per un totale di 40000 valori diversi (esempio 1,037 - 10,37 - 103,7 - 1037).
Nel caso di acquisitori o registratori di misura, dove spesso il valore misurato è già codificato in forma numerale scientifica a virgola mobile (es. 1,037e-6), la risoluzione viene indicata dal costruttore in termini di percentuale rispetto al fondo scala, oppure in termini di risoluzione del sistema di conversione analogico/digitale.
Esempio: una scheda d'acquisizione per segnali, dotata di un convertitore analogico-digitale a 8 bit, presenta un errore di risoluzione dovuto alla conversione di 0,4 % del fondo scala; mentre una scheda dotata di un convertitore a 10 bit, presenta un errore di risoluzione dovuto alla conversione di 0,1 % del fondo scala.
Si ricorda che nelle valutazioni, deve essere tenuto presente che la risoluzione è solo uno dei parametri metrologici che contribuiscono a definire la precisione di uno strumento; non va mai dato per scontato che la precisione del medesimo sia pari alla sua risoluzione.

## Altre caratteristiche
La principale caratteristica degli strumenti digitali è che presentano i valori di misura principalmente in formato numerico, questo comporta evidenti vantaggi relativi alla "leggibilità" del valore e alla precisione nella lettura del visualizzatore: anche del personale non specializzato è in grado di leggere senza errori un visualizzatore digitale.
D'altro canto la lettura si presenta di difficile leggibilità quando il misurando varia velocemente durante la misura. Inoltre viene richiesto un certo sforzo interpretativo quando la misura va' immediatamente valutata rispetto a dei limiti di tolleranza o dei valori obbiettivo.
La quasi totalità della strumentazione digitale è realizzata tramite circuiti elettronici a stato solido, e l'evoluzione di questi ultimi ha fornito agli utilizzatori alcuni vantaggi accessori rispetto alla tradizionale strumentazione analogica, esempio:
- immunità alle vibrazioni;
- maggiore resistenza agli agenti atmosferici;
- maggiore affidabilità;
- resistenza agli urti;
- possibilità di implementare delle protezioni;

Per contro, gli strumenti digitali, presentano generalmente alcuni svantaggi:
- normalmente necessitano di essere alimentati elettricamente;
- hanno costi più alti (specie se non si necessita di strumentazione di precisione).